# Emil Bock
Emil Bock (19. května 1895, Wuppertal – 6. prosince 1959, Stuttgart) byl evangelický a antroposofický teolog a spoluzakladatel Obce křesťanů.

## Život
Po maturitě roku 1914 započal Emil Bock studium evangelické teologie na univerzitě v Bonnu. Po vypuknutí války se přihlásil jako dobrovolník do armády, ale již 31. října 1914 byl na frontě ve Vlámsku těžce zraněn. Po uzdravení se vrátil k teologickému studiu a promoval 2. srpna 1921 na univerzitě v Berlíně.
Již během studia se Emil Bock setkal s antroposofií a začal se scházet s dalšími teology, kteří v ní viděli důležitý podnět pro oživení křesťanství. V červnu 1921 se ve Stuttgartu účastnil teologického kursu Rudolfa Steinera, zaměřeného právě na tuto otázku, a připojil se ke skupině zakladatelů nadkonfesního Hnutí za náboženskou obnovu, které se nakonec v roce 1922 zformovalo jako samostatná církev pod jménem Obec křesťanů.
13. listopadu se Emil Bock ve Stuttgartu oženil s Gretou Seumerovou, která se pak stala matkou jeho čtyř dětí.
V nově založené Obci křesťanů patřil Emil Bock od počátku k vůdčím osobnostem, a po smrti Friedricha Rittelmeyera 23. března 1938 byl povolán za nejvyššího duchovního správce, tedy hlavu celosvětové Obce křesťanů.
12. srpna 1939 zemřela Grete Bocková na následky porodu čtvrtého dítěte.
Po násilném rozpuštění Obce křesťanů nacistickým režimem 11. června 1941 byl Emil Bock deportován do koncentračního tábora Welzheim. 5. února 1942 byl podmínečně propuštěn, ale až do konce války stál pod přísným dohledem gestapa.
Bezprostředně po skončení války začal Emil Bock shromažďovat bývalé členy a příznivce Obce křesťanů a budovat znovu její struktury. Až do konce svého života pak byl činný jako její nejvyšší duchovní správce. Po jeho smrti 6. prosince 1959 se jeho nástupcem v tomto úřadě stal Rudolf Frieling.

## Dílo
Jako exegeta a spisovatel vycházel Emil Bock zprvu z antroposofických idejí Rudolfa Steinera, avšak brzy si vypracoval vlastní filosofický a teologický směr. Ve svých dílech se zabývá hlavně dějinami spásy, systematicky komentuje Starý i Nový zákon a vytváří též vlastní studijní překlad Nového zákona do němčiny.
Česky vyšlo:
- Kruh ročních svátků (Franesa 2021)

Řada dalších děl existuje ve formě samizdatových strojopisů nebo pracovních překladů.